# دوغلاس غان
دوغلاس غان (بالإنجليزية: Douglas Gunn)‏ هو صحفي وسياسي أمريكي، ولد في 31 أغسطس 1841 في الولايات المتحدة، وتوفي في 26 نوفمبر 1891 في سان دييغو في الولايات المتحدة. حزبياً، نشط في الحزب الجمهوري. وقد انتخب عمدة سان دييغو ‏.